# Rauhan Sana
Rauhan är en laestadiansk tidning som utkommer sedan år 1935. Upplagan uppgick i 2 200 exemplar år 2007. 